# San Giovanni Incarico
San Giovanni Incarico ist eine Gemeinde in der Provinz Frosinone in der italienischen Region Latium mit 3055 Einwohnern (Stand 31. Dezember 2023). Sie liegt 108 km südöstlich von Rom und 28 km südöstlich von Frosinone.

## Geographie
San Giovanni Incarico liegt oberhalb des Zusammenflusses des Sacco und des Liri im Lago di San Giovanni. Das Ortszentrum befindet sich unterhalb des Monte Vaglia (537 m), der zu den Monti Ausoni gehört.
Es ist Mitglied der Comunità Montana Monti Ausoni.
Die Nachbarorte sind Arce, Ceprano, Colfelice, Falvaterra, Pastena, Pico, Pontecorvo, Roccasecca.

### Verkehr
San Giovanni Incarico liegt 12 km von der Autobahn A1 Autostrada del Sole, Ausfahrt Ceprano, entfernt.
Der Bahnhof Ceprano–San Giovanni Incarico an der Bahnstrecke Rom–Neapel liegt 12 km vom Ortszentrum entfernt.

## Geschichte
Die Einwohner des 124 v. Chr. von den Römern zerstörten Fregellae gründeten in der Gemarkung Cività der heutigen Gemeinde San Giovanni Incarico die Stadt Fabrateria Nova. Als diese 580 n. Chr. von den Langobarden zerstört wurde siedelten die Bewohner auf die leichter zu verteidigenden Hügel der Umgebung um, darunter den Ort des heutigen San Giovanni Incarico. Seine erste Erwähnung, noch mit dem Namen Carica, stammt allerdings erst aus dem Jahr 977. 1053 tauchte zum ersten Mal der Name San Giovanni auf.
In der Folge gehörte der Ort zur Abtei von Montecassino, die unterhalb von San Giovanni Incarico das Tochterkloster San Maurizio gründete. Seit dem Spätmittelalter hatten nacheinander die Familien Spinelli di Giovinazzo, Della Rovere und Farnese bis 1731 den Ort in Besitz, bis er endgültig ins Königreich Neapel eingegliedert wurde, dem 1861 das Königreich Italien folgte. Wie alle anderen Kommunen in der weiteren Umgebung erlitt auch er beträchtliche Zerstörungen zwischen Herbst 1943 und Frühjahr 1944 beim Kampf um die Gustav-Linie, die nach und nach behoben wurden.

## Bevölkerungsentwicklung
| Jahr      | 1861 | 1881 | 1901 | 1921 | 1936 | 1951 | 1971 | 1991 | 2001 | 2017 |
| --------- | ---- | ---- | ---- | ---- | ---- | ---- | ---- | ---- | ---- | ---- |
| Einwohner | 2642 | 2928 | 4000 | 3625 | 4216 | 4188 | 3239 | 3642 | 3587 | 3307 |

Quelle: ISTAT

## Politik
Paolo Fallone (Lista Civica: Con Te) amtiert seit dem 12. Juni 2017 als Bürgermeister.

## Sehenswürdigkeiten
- Pfarrkirche San Giovanni: Direkt vor der Mitte der Fassade steht der hohe Glockenturm, der aus Spoliensteinen römischer Zeit errichtet wurde; der dreischiffige Innenraum ist im neoklassizistischen Stil der Erneuerung nach dem Zweiten Weltkrieg gehalten.
- Wallfahrtskirche Santa Maria della Guardia auf dem Monte della Guardia mit einer schlichten barocken Ausstattung.
- Palazzo Cayro-Santoro neben der Pfarrkirche mit einer von Rokoko-Dekorationen bestimmten Fassade und einem zweigeschossigen Belvedere-Turm.
- Casino Cayro, Landvilla der wichtigsten Ortsfamilie mit einem durch römische Steindenkmäler ausgestatteten Innenhof.
- Fontana Borbonica von 1777 an der Hauptstraße südlich des Zentrums mit langer Bauinschrift von König Ferdinand IV. von Neapel.
- Fünfbogige Brücke über den Liri von 1856, errichtet auf Veranlassung von Ferdinand II., König Beider Sizilien.

## Söhne und Töchter der Stadt
- Pasquale Cayro (1733–1817), Altertumsforscher
- Lelio Orci (1937–2019), Mediziner